# Hellas Verona
Der Hellas Verona Football Club ist ein italienischer Fußballverein aus der venetischen Stadt Verona. Weitere Bezeichnungen sind I Mastini („Die Mastiffs“), Gli Scaligeri („Die Scaliger“) und I Gialloblù („Die Gelb-Blauen“).
Der größte Erfolg der Mannschaft war der Gewinn der Italienischen Meisterschaft in der Saison 1984/85. Heimspielstätte des Vereins ist das rund 39.000 Plätze fassende Stadio Marcantonio Bentegodi.

## Geschichte

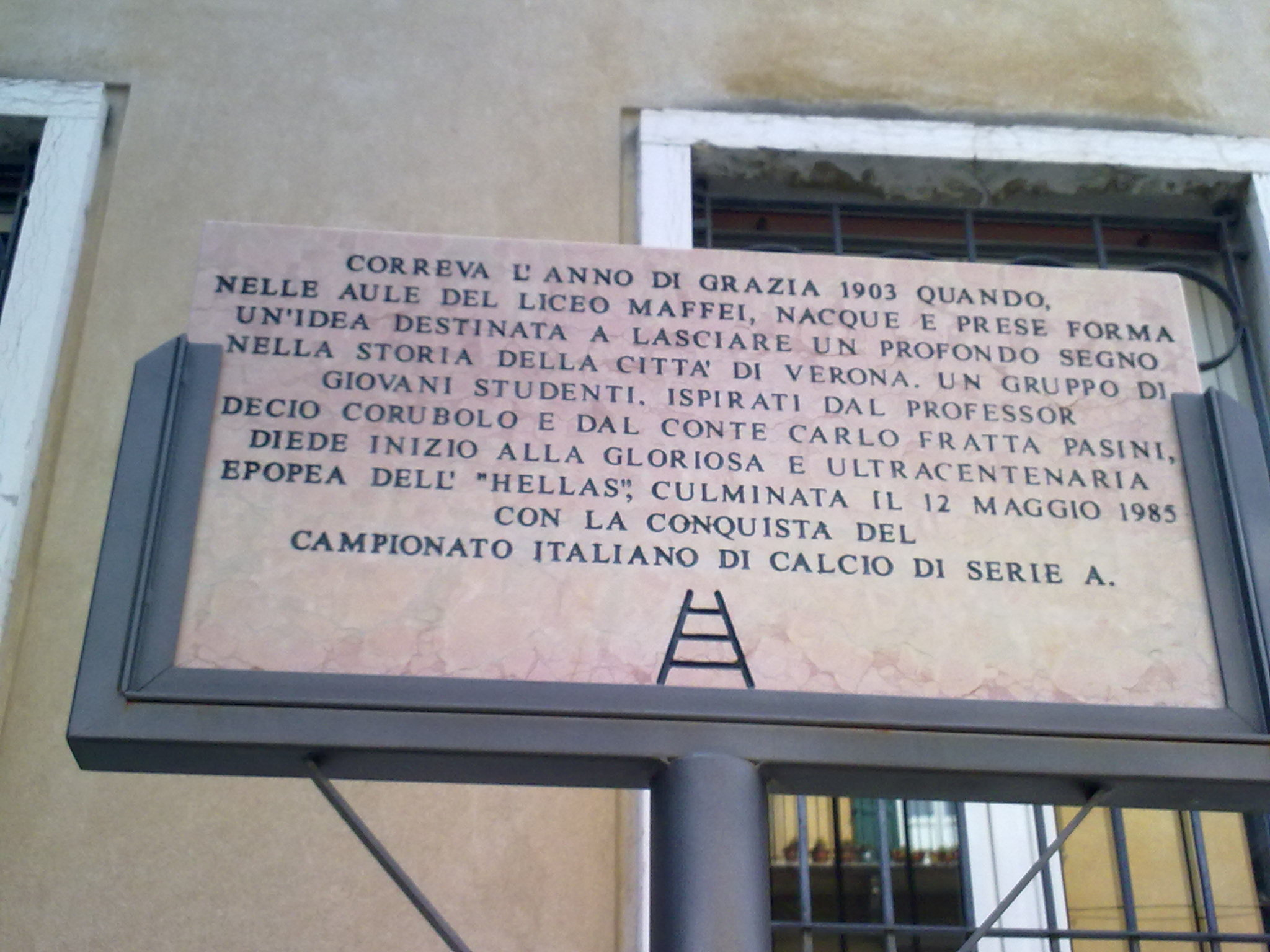
Gedenktafel zur Gründung der Associazione Calcio Hellas am Gymnasium Liceo Maffei

Der Verein, der 1903 von Schülern des Gymnasiums Liceo Maffei in Verona gegründet wurde, hat an insgesamt 24 Serie-A- und an 50 der Serie-B-Meisterschaften teilgenommen. Heimspiele bestreitet die Mannschaft im Stadio Marcantonio Bentegodi, das 39.211 Personen fasst. Das Stadion wurde anlässlich der Fußballweltmeisterschaft 1990 auf diese Größe erweitert. Die Vereinsfarben sind gelb und blau; daher rührt auch sein in Italien gebräuchlichster Spitzname: i gialloblù. Der Verein wurde auf Bitten des Griechischlehrers der gründenden Schüler Hellas benannt. Dies ist das griechische Wort für „Griechenland“, bedeutet in diesem Zusammenhang aber „Heimat“. Das Vereinswappen zeigt eine Leiter, Symbol der Scaligeri, der alten Stadtherren von Verona. Über die Grenzen Italiens hinaus bekannt wurde der Klub nach der Saison 2000/01, als der britische Autor Tim Parks sein Buch „Eine Saison mit Verona“ verfasste. Parks, der seit etwa 20 Jahren mit seiner Familie in Verona lebt und selber Anhänger des Vereins ist, begleitete die Fans der „Brigate Gialloblù“ eine Saison lang zu jedem Heim – und Auswärtsspiel in der Serie A. Die damals bekanntesten Spieler waren Alberto Gilardino, Mauro Camoranesi, Martin Laursen und Adrian Mutu.
Fanfreundschaften der Hellas-Anhänger bestehen zu den Tifosi von Lazio Rom, Sampdoria Genua und der AC Florenz. Als größte Rivalen sieht man L.R. Vicenza, die SSC Neapel und die AC Mailand. Der Stadtteilklub Chievo Verona wird weitestgehend ignoriert.

### Goldene Jahre
Seine erfolgreichste Zeit hatte der Verein in den 1980er Jahren, als man namhafte Spieler wie Thomas Berthold, Hans-Peter Briegel oder Preben Elkjær Larsen verpflichtet hatte und 1984/85 Italienischer Meister wurde.
In der Saison 1983/84 spielte Hellas zum ersten Mal im UEFA-Pokal und schied in der zweiten Runde gegen den SK Sturm Graz aus. 1985/86 wurde Hellas Verona vom Serie-A-Konkurrenten Juventus Turin aus dem Europapokal der Landesmeister eliminiert. 1987/88 erreichte Hellas den international größten Erfolg, indem sie das Viertelfinale des UEFA-Cups erreichten und dort an Werder Bremen scheiterten.

### Das neue Jahrtausend
Nach dem Abstieg 2001/02 spielte Verona wieder in der Serie B. Nachdem in der Saison 2005/06 der Abstieg in die Serie C nach einem dramatischen Saisonende (Platz 15, 49 Punkte) gerade noch abgewendet wurde, wurde er in der Saison 2006/07 Tatsache. Hellas spielte die ganze Saison gegen den Abstieg, und auch der 4:2-Sieg am letzten Spieltag gegen die AS Bari half nichts. Verona musste in die Play-out Spiele gegen Spezia Calcio. Das Hinspiel ging 2:1 verloren, das Rückspiel endete 0:0, Hellas Verona stieg ab.

### Serie C und Lega Pro
Die erste Saison in der Serie C endete beinahe mit einem neuerlichen Abstieg. Hellas beendete die Spielzeit 2007/08 als Vorletzter, das Play-out Hinspiel gegen Aurora Pro Patria wurde mit 1:0 gewonnen. Beim Rückspiel lag Pro Patria bis zur 90. Minute mit 1:0 in Führung, was aufgrund der schlechteren Platzierung in der Tabelle den Abstieg von Hellas Verona bedeutet hätte, ehe ein Treffer von Ilyas Zetulayev doch noch den Klassenerhalt sicherte.
In der Folgesaison wurde der Kader ausgemistet und von teuren Altlasten befreit. Die Kaderrevolution wurde von jungen Leihspielern geprägt. Unter anderem leitete Marco Parolo die Geschicke im Mittelfeld. Es war eine durchwachsene Saison, in der Verona am Schluss knapp die Playoffs verpasste.
Giovanni Martinelli, der mittlerweile den Verein übernommen hatte, verpflichtete zur Saison 2008/09 Nereo Bonato als Sportchef und stellte ihm ligauntypisch viele Mittel zur Verfügung. Er stellte auch einen starken Kader zusammen, mit dem Hellas Verona fast die gesamte Saison dominierte. Teilweise hatte man 8 Punkte Vorsprung auf den Zweitplatzierten. Doch am allerletzten Spieltag wurde man noch vom 1. auf den 3. Platz verdrängt. Portogruaro schaffte den Direktaufstieg und Pescara wurde Zweiter. Letztere waren es auch, die Verona im Playoff-Finale schlugen und somit zu einer weiteren Saison in der Lega Pro Prima Divisione verdonnerten.

### Martinelli und Mandorlini
Nach vier Jahren in der dritthöchsten Liga schaffte es Hellas wieder zurück in Italiens fußballerische Bedeutsamkeit. Trotz verpatzten Saisonstarts stieg Hellas Verona zum Ende der Saison 2010/11, nach dem Gewinn der Aufstiegsplayoffs der Prima Divisione gegen Salernitana, wieder in die Serie B auf. Andrea Mandorlini lehnte sämtliche Jobangebote anderer Clubs ab und wurde von Präsident Martinelli als Trainer für die neue Saison bestätigt. Das Ziel für die nächste Saison war ein ungefährdeter Klassenerhalt. Mittel- bis langfristig wollte man den Verein wieder zurück in die Serie A bringen und dort festigen.

### Maurizio Setti und die Rückkehr in die Serie A

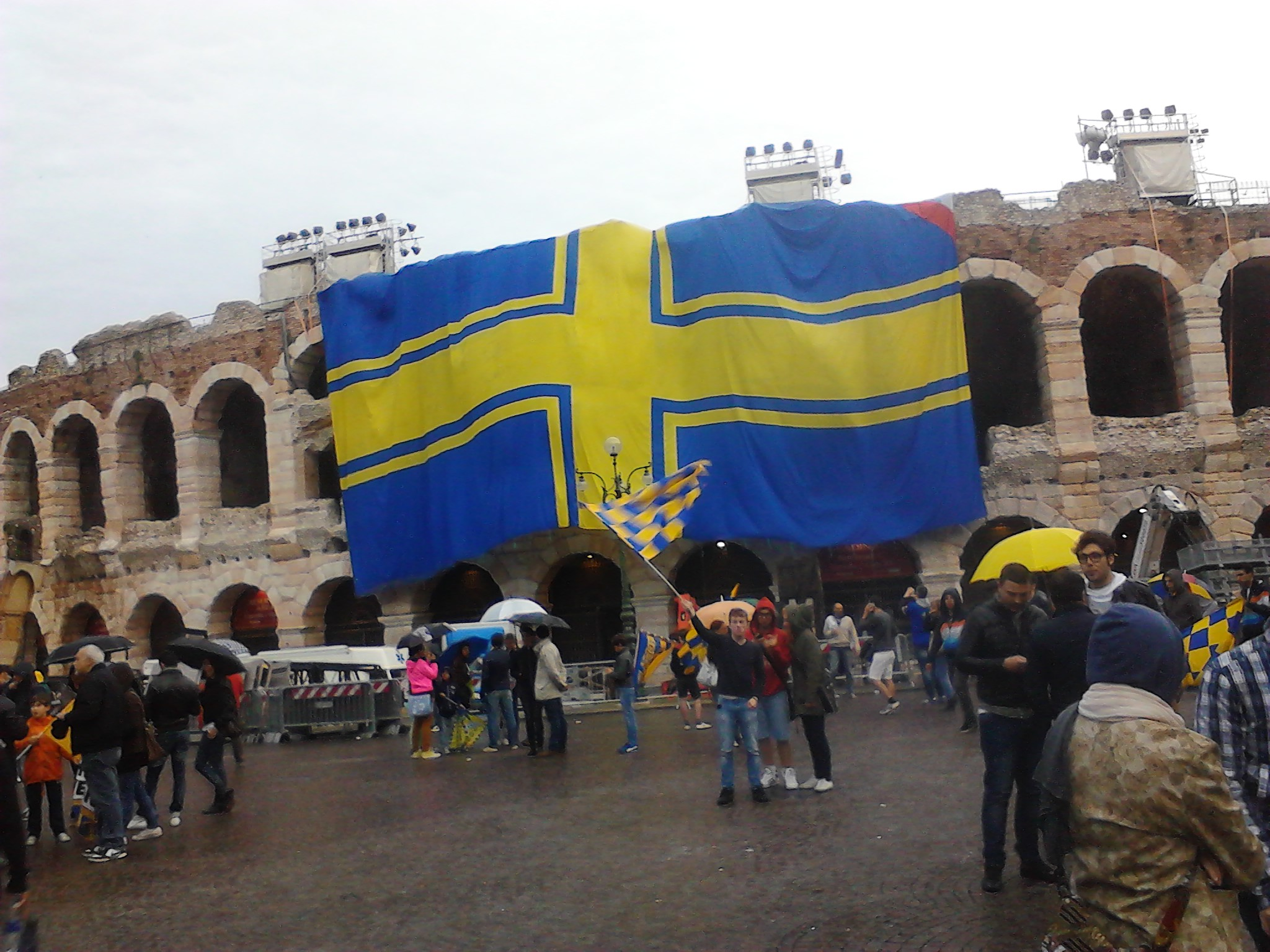
Hellas-Fans feiern den Aufstieg in die Serie A 2013

Gesundheitliche Probleme machten es für Giovanni Martinelli vermehrt schwierig, das Präsidentenamt von Hellas Verona auszuführen. Nach langer Suche nach einem Abnehmer seiner Anteile am Club wurde er im Sommer 2012 fündig. Maurizio Setti erstand sie und brachte Sean Sogliano als neuen Sportdirektor mit nach Verona. In der darauf folgenden Transferphase wurden bestehende Stammkräfte bestätigt und neue verstärkende Elemente dem Kader von Andrea Mandorlini beigefügt. Im Jahr 2013 kehrte Hellas Verona nach zwölf Jahren Abwesenheit in die Serie A zurück. Nach zwei Abstiegen in die Serie B in den Jahren 2016 und 2018 kam es jeweils zum direkten Wiederaufstieg in die Serie A, wo sich Hellas seitdem meistens im Tabellenmittelfeld wiederfand.

## Vereinsfarben und -wappen
Die Farben des Teams sind gelb und blau. Infolgedessen ist der am häufigsten verwendete Spitzname des Clubs I Gialloblù („Die Gelb-Blauen“). Die Farben repräsentieren die Stadt selbst und Veronas Emblem (ein gelbes Kreuz auf einem blauen Schild) erscheint auf den meisten Teamkleidern.
Weitere Spitznamen sind I Mastini („Die Mastiffs“) und Gli Scaligeri („Die Scaliger“). Beide sind Verweise auf Mastino I. della Scala aus der Signoria der Scaliger, die die Stadt im 13. und 14. Jahrhundert regierten.
Das Wappen der Scala-Familie ist auf dem Trikot des Teams und auf dem Markenlogo als stilisiertes Bild zweier großer, mächtiger Mastiffs in entgegengesetzten Richtungen abgebildet, das 1995 eingeführt wurde. Im Wesentlichen ist der Begriff Scaligeri gleichbedeutend mit Veronese und kann daher alles oder jeden aus Verona beschreiben (z. B. Chievo Verona, ein anderes Team, das sich auch mit der Scala-Familie verbindet – speziell mit Cangrande I. della Scala).

1965 bis 1984
1999 bis 2020
Seit 2020

## Daten und Fakten

### Aktueller Kader der Saison 2024/25
Stand: 28. Mai 2025
| Nr. |             | Position | Name                                          |
| --- | ----------- | -------- | --------------------------------------------- |
| 1   | Italien     | TW       | Lorenzo Montipò                               |
| 2   | England     | AB       | Daniel Oyegoke                                |
| 3   | Danemark    | AB       | Martin Frese                                  |
| 4   | Osterreich  | AB       | Flavius Daniliuc (Leihe von US Salernitana)   |
| 5   | Italien     | AB       | Davide Faraoni                                |
| 6   | Argentinien | AB       | Nicolás Valentini (Leihe von AC Florenz)      |
| 7   | Frankreich  | ST       | Mathis Lambourde                              |
| 8   | Serbien     | MF       | Darko Lazović                                 |
| 9   | Schweden    | ST       | Amin Sarr (Leihe von Olympique Lyon)          |
| 10  | Senegal     | MF       | Cheikh Niasse (Leihe von BSC Young Boys)      |
| 11  | Danemark    | ST       | Casper Tengstedt (Leihe von Benfica Lissabon) |
| 12  | Kroatien    | AB       | Domagoj Bradarić (Leihe von US Salernitana)   |
| 14  | Kap Verde   | ST       | Dailon Livramento                             |
| 15  | Frankreich  | AB       | Yllan Okou (Leihe von SC Bastia)              |
| 18  | Marokko     | MF       | Abdou Harroui                                 |
| 19  | Danemark    | AB       | Tobias Slotsager                              |

| Nr. |                 | Position | Name                                          |
| --- | --------------- | -------- | --------------------------------------------- |
| 20  | Zypern Republik | MF       | Grigoris Kastanos (Leihe von US Salernitana)  |
| 22  | Italien         | TW       | Alessandro Berardi                            |
| 24  | Frankreich      | MF       | Antoine Bernede (Leihe von FC Lausanne-Sport) |
| 25  | Deutschland     | MF       | Suat Serdar                                   |
| 27  | Polen           | AB       | Paweł Dawidowicz                              |
| 30  | Brasilien       | AB       | Luan Patrick                                  |
| 31  | Slowakei        | MF       | Tomáš Suslov                                  |
| 33  | Slowakei        | MF       | Ondrej Duda                                   |
| 34  | Italien         | TW       | Simone Perilli                                |
| 35  | Kolumbien       | ST       | Daniel Mosquera                               |
| 38  | Kamerun         | MF       | Jackson Tchatchoua                            |
| 42  | Italien         | AB       | Diego Coppola                                 |
| 72  | Elfenbeinküste  | ST       | Junior Ajayi                                  |
| 80  | Italien         | MF       | Alphadjo Cissé                                |
| 87  | Italien         | AB       | Daniele Ghilardi                              |
| 98  | Italien         | TW       | Federico Magro                                |

### Ehemalige Spieler
- Adaílton
- Sergio Bernardo Almirón
- Luigi Apolloni
- Klaus Bachlechner
- Osvaldo Bagnoli
- Valon Behrami
- Thomas Berthold
- Ivano Blason
- Erjon Bogdani
- Emiliano Bonazzoli
- Roberto Boninsegna
- Waleri Boschinow
- Cristian Brocchi
- Hans-Peter Briegel
- Gianni Bui
- Martín Cáceres
- Mauro Camoranesi
- Matteo Cancellieri
- Claudio Caniggia
- Marco Cassetti
- Pierluigi Cera
- Dino da Costa
- Dario Dainelli
- Samuele Dalla Bona
- Luigi De Agostini
- Aimo Diana
- Antonio Di Gennaro
- Federico Dimarco
- Dirceu
- Angelo Domenghini
- Andrea Dossena
- Preben Elkjær Larsen
- Pietro Fanna
- Luciano Favero
- Sébastien Frey
- Mario Frick
- Dominik Furman
- Giuseppe Galderisi
- Alessandro Gamberini
- Alberto Gilardino
- Sergio Gori
- Leandro Greco
- Emil Hallfreðsson
- Giuseppe Iachini
- Filippo Inzaghi
- Juan Iturbe
- Martin Laursen
- Virgilio Felice Levratto
- Domenico Maietta
- Rafael Márquez
- Emiliano Mascetti
- Guido Masetti
- Giuseppe Moro
- Adrian Mutu
- Massimo Oddo
- Aldo Olivieri
- Gianluca Pegolo
- Domenico Penzo
- Angelo Peruzzi
- Stefano Pioli
- Gino Pivatelli
- Robert Prytz
- Florin Răducioiu
- Rafael
- Alessandro Rosina
- Paolo Rossi
- Eddie Salcedo
- Javier Saviola
- Michele Serena
- Luciano Spinosi
- Dragan Stojković
- Stefano Sturaro
- Panagiotis Tachtsidis
- Damiano Tommasi
- Luca Toni
- Roberto Tricella
- Pedro Troglio
- Paolo Vanoli
- Jess Vanstrattan
- Beniamino Vignola
- Paweł Wszołek
- Renato Zaccarelli
- Ilyas Zetulayev
- Gianfranco Zigoni
- Władysław Żmuda

### Ehemalige Trainer
- Osvaldo Bagnoli
- Salvatore Bocchetti
- Luigi Cagni
- Giuseppe Chiappella
- Luigi Delneri
- Eugenio Fascetti
- Massimo Ficcadenti
- Eusebio Di Francesco
- Giuseppe Giannini
- Fabio Grosso
- Ivan Jurić
- András Kuttik
- Nils Liedholm
- Alberto Malesani
- Ferenc Molnár
- Bortolo Mutti
- Davide Pellegrini
- Cesare Prandelli
- Edoardo Reja
- Ugo Pozzan
- Maurizio Sarri
- Andrea Mandorlini
- Imre Schöffer
- Rudolf Stanzel
- László Székely
- Omero Tognon
- Ferruccio Valcareggi
- Gian Piero Ventura

### Vereinsrekorde
- Serie A
  - Höchster Sieg: 5:1 Hellas Verona – FC Bologna in der Saison 1968/69.
  - Höchste Niederlage: 6:0 SSC Neapel – Hellas Verona in der Saison 1956/57.
  - Rekordspieler: Emiliano Mascetti mit 232 Einsätzen
  - Rekordtorschütze: Luca Toni mit 48 Toren
  - Meiste Tore in einer Saison: mit 22 Toren Luca Toni in der Saison 2014/15.

### Mastino del Bentegodi
Seit der Saison 1999/00 wird alljährlich ein Preis für den wertvollsten Spieler der abgelaufenen Saison vergeben. Diese Auszeichnung ist deshalb so wertvoll, da die Entscheidung den Fans in die Hände gelegt wird.
Die bisherigen Sieger
- 1999/2000 – Antonio Marasco
- 2000/01 – Martin Laursen
- 2001/02 – Adrian Mutu
- 2002/03 – Adaílton
- 2003/04 – Sandro Mazzola
- 2004/05 – Valon Behrami
- 2005/06 – Adaílton
- 2006/07 – Gianluca Pegolo
- 2007/08 – Rafael
- 2008/09 – Rafael
- 2009/10 – Giuseppe Pugliese
- 2010/11 – Emil Hallfreðsson
- 2011/12 – Juanito Gómez Taleb
- 2012/13 – Jorginho
- 2013/14 – Luca Toni
- 2014/15 – Luca Toni
- 2015/16 – Giampaolo Pazzini
- 2016/17 – Daniel Bessa

### Ligazugehörigkeit
| Liga    | Jahre | Zuletzt | Aufstieg                                                                                        | Abstieg                                                                                         |
| ------- | ----- | ------- | ----------------------------------------------------------------------------------------------- | ----------------------------------------------------------------------------------------------- |
| Serie A | 31    | 2021/22 | –                                                                                               | ▼ 10 (1928/29, 1957/58, 1973/74, 1978/79, 1989/90, 1991/92, 1996/97, 2001/02, 2015/16, 2017/18) |
| Serie B | 53    | 2018/19 | ▲ 10 (1956/57, 1967/68, 1974/75, 1981/82, 1990/91, 1995/96, 1998/99, 2012/13, 2016/17, 2018/19) | ▼ 2 (1940/41, 2006/07)                                                                          |
| Serie C | 6     | 2010/11 | ▲ 2 (1942/43, 2010/11)                                                                          | -                                                                                               |